# Orthochtha venosa
Orthochtha venosa är en insektsart som först beskrevs av Willy Adolf Theodor Ramme 1929.  Orthochtha venosa ingår i släktet Orthochtha och familjen gräshoppor. Inga underarter finns listade i Catalogue of Life.